# Brigitte Zypries
Brigitte Zypries (født 16. november 1953 i Kassel, Tyskland) er en tysk politiker (SPD). Hun var fra 2002 til 2009 justitsminister i den føderale regering, både under Gerhard Schröder og Angela Merkel. Han blev igen regeringsmedlem som økonomi- og energiminister under Angela Merkels regering i januar 2017, men forlod regeringen efter oprettelsen af regeringen Angela Merkel IV i marts 2018.